# Les Nouvelles Aventures de Peter Pan
Pour les articles homonymes, voir Peter Pan (homonymie).
 (janvier 2013).
Si vous disposez d'ouvrages ou d'articles de référence ou si vous connaissez des sites web de qualité traitant du thème abordé ici, merci de compléter l'article en donnant les références utiles à sa vérifiabilité et en les liant à la section « Notes et références ».
Les Nouvelles Aventures de Peter Pan est une série d'animation en 3D en coproduction France, Inde, Italie et Allemagne de 52 épisodes de 22 minutes. 
La première saison est diffusée à partir du 22 décembre 2012 sur France 3 dans l'émission Ludo et en Belgique sur La Trois dans OUFtivi. Chaque épisode est une aventure fantasy à destination des enfants de 6 à 10 ans. Dans cette série, les personnages de Peter Pan sont déplacés au XXIe siècle. 
La deuxième saison est diffusée en Belgique sur La Trois dans OUFtivi depuis le 13 mars 2016.

## Synopsis
Chaque soir, Peter Pan rend visite à Wendy, John et Michael et les invite à venir s'amuser avec lui, la Fée Clochette et les Enfants Perdus sur Neverland. À chaque nouvelle aventure, Peter et ses amis sont confrontés au Capitaine Crochet et sa bande de Pirates.

## Fiche technique
- Titre original : The New Adventures of Peter Pan[2],[3]
- Titre français : Les Nouvelles Aventures de Peter Pan
- Réalisation : Augusto Zanovello
- Direction d'écriture : Clélia Constantine
- Scénarios : Romain Van Liemt, Dominique Latil, Benjamin Richard, Guillaume Mautalent, Sebastien Oursel, Olivier Bardy, Alice Guiol, Maud Loisillier, Diane Morel, Anne-Claire Lehembre, Thierry Gaudin, Christelle Rosset, Hervé Benedetti, Nicolas Robin d'après l'œuvre originale de J.M. Barrie
- Directeur artistique pour l'animation : Chandrasekaran G
- Musique originale : Frédéric Talgorn
- Production : DQ Entertainment et Method Animation - Tapaas Chakravarti, Rouhini Jaswal, Aton Soumache, Alexis Vonarb, Cédric Pilot
- Coproduction : ZDF TIVI & ZDF Entreprises, avec la participation de France Television DEA Kids - De Agostini, MINIKA ATV, B Channel, Lagardère Thématiques pour TIJI
- Nombre d'épisodes : 52
- Durée : 22 minutes

## Distribution

### Voix originales
- Matt Hill : Peter Pan
- Michelle Molineux : Clochette
- Michelle Creber : Wendy
- Brynna Drummond : John
- Hannah Dickinson : Michael
- Michael Dobson : Capitaine Crochet
- Don Brown (en) : Monsieur Mouche
- Michael Adamthwaite : Jake Sorrow
- Michael Shepherd : Asbjorn
- Paul Cowling : Dagan
- Dean Galloway : Jaro
- Jud Niven : Chuluun
- Jessica Carmichael : Lily la tigresse
- Selia Sangra : Cynthia
- Deagan Manns : Chubs
- Michael Strusievici : Baby
- Hayley Stone : Meera
- Katie Winston : Maia
- Cole Howard : Ficelle

### Voix françaises
- Taric Mehani[4] : Peter Pan
- Céline Melloul : Clochette, madame Darling, Baby, Cleo, Capucine
- Lisa Caruso : Wendy
- Benjamin Bollen : John, Chubs, Ficelle
- Geneviève Doang : Michael, Loki (saison 1, ep. 12)
- Philippe Dumond : Capitaine Crochet, Chef indien
- Jean-Claude Donda : Mr Mouche, Dany Plouf (saison 1, ep. 16)
- Jessica Monceau : Lily la Tigresse, Cynthia, Chloe, Iris
- Denis Laustriat
- Philippe Valmont
- Thomas Roditi
- Bernard Jung : Asbjorn
- Hervé Grull : Synapse
- Vincent de Bouard : Armus

### Version française
- Société de doublage : Audi'Art[5],[6]
- Direction artistique : Patricia Angot
- Adaptation des dialogues : Nevem Alokpah, François Bercovici.

## Personnages

### Personnages principaux
Peter Pan, il est chef de Neverland. De 12 ans, il a décidé de ne jamais grandir et que le plus important, c'est de s'amuser. Il fait  régulièrement avec Capitaine Crochet.
Wendy, elle est la fille aînée des Darling de 12 ans. Elle a un caractère responsable et doit donner l'exemple à ses frères. Peter Pan lui reproche parfois de trop vouloir se comporter comme une adulte. 
Capitaine James Crochet, il est le chef des Pirates et l'ennemi juré de Peter Pan. Il est le capitaine du Jolly Roger.
Clochette, meilleure amie de Peter Pan, et de par ce statut, elle ne le quitte presque jamais. C'est grâce à sa poussière de fée que les enfants peuvent s'envoler. Elle est très jalouse de l'intérêt de Peter pour Wendy, comme elle souhaite l'avoir seulement pour elle-même.
John, il est le premier fils Darling de 10 ans. C'est un garçon très intelligent, bien qu'un peu maladroit. Il emporte toujours le "Grand Livre de Neverland" avec lui. Il est amoureux de Lily la tigresse 
Michael, c'est le cadet des enfants Darling de 6 ans. Il est capricieux et adore l'aventure.
Mr. Mouche, il est le bras droit, mais surtout le larbin de Capitaine Crochet. Il s'occupe de toutes les tâches ménagères avec une véritable soumission.
Mrs. Darling, mère de Wendy, John et Michael.
Sienna, voleuse et ancienne  employé de Garfio.

### Personnages secondaires

#### Les Enfants perdus
C'est un groupe d'orphelins qui vivent sur Neverland et dont le chef est Peter Pan. Ils habitent dans un grand arbre creux et utilisent un tas de systèmes ingénieux. Tout comme Peter, ils ne cherchent qu'à s'amuser et sont toujours heureux de voir arriver Wendy, John et Michael. Les Enfants Perdus comptent 3 garçons et 3 filles dont les noms ont été choisis par Peter selon la manière dont il les perçoit : 
Cynthia, c'est une fille blonde de 11-12 ans très maligne qui passe son temps à bricoler des inventions plus farfelues les unes que les autres.
Ficelle, grand malingre à lunettes de 11-12 ans, il a toujours l'air débraillé. Ficelle ne jure que par son intelligence et se trouve en compétition avec John sur ce terrain.
Maia, c'est une talentueuse cascadeuse anglo-Jamaïcaine  des Caraïbes de 10-11 ans au look sportif, elle aime voltiger avec la poulie de l'Arbre Imaginaire.
Chubs, pas très grand pour ses 10-11 ans, enrobé, d'origine orientale et avec un cheveu sur la langue, Chubs est le cuisto de la bande. Grand amateur de pâtisserie, il est toujours de bonne humeur et a un certain talent pour la comédie.
Meera, une fille d'origine indienne de 10 ans au tempérament doux. C'est la plus sensée des Enfants Perdus.
Baby, un garçon blond, le plus jeune des enfants perdus, un petit garçon de 6 ans qui s'entend très bien avec Michael. Il porte 2 plumes d'indien et est toujours armé de son lance-pierre.

#### Les Pirates
Ils sont une bande de gars de tout acabit qui saisissent la moindre occasion pour essayer de doubler les autres quand ils sont sur les traces d'un trésor.
Dagan, c'est un pirate irlandais d'une extrême stupidité. 
Jake Sorrow, c'est un ancien pirate des Caraïbes et donc se prend pour un pirate noble, d'où son sens aigu de l'esthétique.
Chuluun (signifie "Le Roc"), c'est un grand pirate mongole qui parle parfois de lui-même à la 3e personne.
Asbjorn, pirate viking qui jure toujours "Par Thor" et "Par Odin".
Jaro, un tout petit pirate marabout africain, est un inventeur et le sorcier du jolly roger

#### La Tribu des Peaux Rouges
Il y a une tribu indienne qui vit à Neverland. Peter et les Enfants Perdus participent à certaines activités avec eux. Leur chef est un sage et sa tribu vit dans la paix et l'harmonie. Lui et Peter Pan s'aident mutuellement. Dans cette tribu on retrouve :
Lily la Tigresse, c'est la fille de 11-12 ans du chef indien. Elle est courageuse et une amie de Peter Pan. Son air sérieux la fait paraître plus âgée que ce qu'elle est.
Le chef, il connait tous les choses de Neverland, ses créatures comme ses habitants.
la cheffe, l'épouse du chef et la maman de Lily. Elle a une personnalité calme.
María, ami de Lily.
Buffle de castor, ami de John et Michael.
Panthère agile, enfant.
Atana le sage, guerrier.
Bob Ruse Renard, guerrier.

#### Les Sirènes
Dans la lagune de Nerverland vivent trois sirènes: Cléo (roux et queue de couleur verte), Zoé (bleu marine cheveu et rose queue) et Chloé (peau bronzée et turquoise queue). Tout comme le disent les légendes, elles sont d'une grande beauté mais tentent d'attirer quiconque s'aventure près de la lagune dans l'eau, dont ils ne pourront plus jamais partir. Note : dans "Le choix de Peter" les antagonistes obligent a Peter de délivrer Wendy et alors Clochette est emparer par les antagonistes et dans le cas contraire que Peter sauve Clochette et alors Wendy sera envoyer a ces sirènes, mais cela a échouer.

#### Les Femmes-Fleurs
Ces quatre fées à taille humaine sont les gardiennes de la nature à Neverland. Elles sont aussi les marraines oubliées de Clochette. Elles représentent chacune une saison et ensemble maintiennent l'équilibre du cycle de vie de la nature:
Capucine, fée de l'été, a cheveux noirs et porte une rouge robe
Iris, fée de l'automne, a des cheveux châtain clairs et porte une orange robe
Camélia, fée de l'hiver, a peau pâle, blonde cheveu et porte une blanc bleu robe
Marguerite, fée du printemps, a cheveux bruns bouclés et porte une vert clair robe

#### Autres
Les chumbas, Sylphies, créature des marais, Loki, Armus, la grenouille Paqua, la fée de l'eau, Pick, son père (un des anciens), Baron et les autres on les voit très peu. Surtout Dany Plouf le voisin à Londres et Captain Muscle et Synapse.

## Épisodes
| 1. Remue ménage (Squeaky Clean) 2. L'anniversaire de Peter Pan (Peter's Birthday) 3. Le cauchemar de Michael (Michael Nightmare) 4. La grande bouderie (Sulk City) 5. Crochet perd la boule (Lost Hook) 6. Le secret de Long John Pepper (The Secret of Long John Pepper) 7. Un duo d'enfer (Girl Power) 8. Entre les lignes (By the Book) 9. Le grand danger (Big Danger) 10. Le jardin secret (The Secret Garden) 11. La chasse au trésor (The Treasure Hunt) 12. Manipulations (Manipulations) 13. El Crocheto (El Hookito) 14. Le choix de Peter (Peter's Choice) 15. Le temple des Chumbas (The Temples of the Choombaas) 16. Le voleur d'ombre (The Shadow Thief) 17. Origines (Origins) 18. Dany Plouf (Danny Ploof) 19. Seuls (Alone) 20. Les mélodies sauvages (Wild Melodies) 21. La magie du cinéma (Never Movie) 22. Une longue journée (Never Ending Neverland) 23. Comment Crochet pirata Noël - partie 1 (Christmas in Neverland) 24. Comment Crochet pirata Noël - partie 2 (How Hook Stole Christmas) 25. Marche à Londres (London Calling) 26. Dérèglement climatique (Global Warming) | 1. Sans retour (Stuck) 2. La voix au chapitre (Thief, Friend And Foe) 3. La vie de pirate (A Pirate's life) 4. La fée Wendette (Watch out for Wendybell) 5. Grosse bête et compagnie (Don't mess with Momma) 6. Le copieur (Copy Cat) 7. On a cassé Neverland (We Broke Neverland) 8. Photo souvenir (Say Cheeeeese) 9. Le rêve doré (Gold, Gold, Gold) 10. Le sens du devoir (Teamwork People) 11. Comme un chef (Peters Lieutnant) 12. Le grand Chumbalaya (The Great Chumbalaya) 13. La pierre de la discorde (The Discord Stone) 14. Un incroyable talent (Neverland's Got Talent) 15. La multiplication des ennuis (When Problems Multiply) 16. La fée des Eaux (The Water Fairy) 17. Trahison (The Traitor) 18. Malin comme un singe (Monkey See, Monkey Do) 19. Les sphères tourneboulées (The Topsyturvy Spheres) 20. Jeux d'enfants (Childs Play) 21. Rebelles (Rebel Girls) 22. Wendy se disperse (Wendy Disperses Herself) 23. Petit pour toujours (Forever Young) 24. La prophétie de Neverland - partie 1 (The Neverland Prophecy Part 1) 25. La prophétie de Neverland - partie 2 (The Neverland Prophecy Part 2) 26. La prophétie de Neverland - partie 3 (The Neverland Prophecy Part 3) |

## Compilation
Une compilation de quatre épisodes de la 1re saison est sortie en février 2016 sous le titre Les nouvelles aventures de Peter Pan: Une amitié féérique (The New Adventures of Peter Pan: Fairy Friendship).
Les quatre épisodes repris ont pour sujet Clochette et/ou l'amitié et sont mis à la suite les uns des autres, sous forme de film :
1. Marche à Londres
2. Un duo d'enfer
3. Origines
4. Manipulations